# Trite auricoma
Trite auricoma, almindeligt kendt som gyldenbrun springedderkop, er en edderkoppeart, der blev opdaget af Arthur Urquhart i 1885, som lever på New Zealand. I 1886 indgår Trite auricoma i slægten Trite og bliver en del af familien springedderkopper. Ingen underarter findes oplistet.

## Andre navne
- Attus adustus, 1893[8]
- Attus kirki, 1893[9]
- Attus suffuscus, 1893[10]
- Trite vafra, 1889[11]
- Plexippus capillatus, 1889[12]
- Attus auricomus, 1885[13]